# Max Moosbauer

Max Moosbauer

Max Josef Moosbauer (* 2. März 1892 in Passau; † 10. November 1968 ebenda) war ein deutscher Politiker (NSDAP) und während der NS-Diktatur Oberbürgermeister der Stadt Passau. Von 1932 bis 1933 war er Mitglied des bayerischen Landtags und von 1933 bis 1938 des Reichstags.

## Biographie
Moosbauer wurde 1892 als Sohn des Gastwirts Max Moosbauer und seiner Frau Maria, geborene Lenz, in Passau-Ilzstadt geboren.
Im Ersten Weltkrieg kämpfte Moosbauer von 1914 bis 1918 beim Bayerischen 15. Landwehr-Infanterie-Regiment und erhielt mehrere Auszeichnungen.
Der gelernte Bäckermeister war zunächst SPD-Mitglied, trat aber 1923 der NSDAP bei und machte dort trotz eher gemäßigter NS-Haltung rasch Karriere. Der neu gegründeten Partei trat er zum 8. August 1925 erneut bei (Mitgliedsnummer 14.818). 1927 war er bereits deren Passauer Kreisleiter. 1930 wurde er in den Passauer Stadtrat, 1932 in den bayerischen Landtag und 1933 in den Reichstag gewählt.
Weitere Ämter, die Moosbauer innehatte, waren ab 1924 Obermeister der Bäckerzwangsinnung Passau-Stadt, Vorstandsmitglied des Kreisverbands niederbayerischer Bäckerinnungen, Mitglied des Verwaltungsausschusses und Mitglied des geschäftsführenden Vorstands des Arbeitsamts Passau und Arbeitsrichter beim Arbeitsgericht Passau.
Am 28. März 1933 ernannte ihn der bayerische Innenminister zum Zweiten Bürgermeister der Stadt Passau. Am 27. April des Jahres löste er den bisherigen Passauer Oberbürgermeister Carl Sittler ab.
Auch in der Schutzstaffel machte Moosbauer Karriere (SS-Nummer 1.462), wo er es zum SS-Obersturmbannführer und Führer des SS-Abschnitts XXVIII brachte.
Er trat im November 1939 aus der katholischen Kirche aus, in die er nach dem Krieg im April 1955 wieder eintrat.
Im April 1945 gab Moosbauer aufgrund „Überlastung mit wehrpolitischen Aufgaben“ die Dienstgeschäfte de facto wieder an Sittler ab, wenngleich er erst im Mai von den Amerikanern als Bürgermeister offiziell abgesetzt wurde. Im Zuge der Entnazifizierung wurde Moosbauer von der Lagerspruchkammer Regensburg erst als „Hauptschuldiger“, dann als „Belasteter“ eingestuft und zu zehn Jahren Arbeitslager verurteilt, dann aber nur für sechs Jahre interniert.
1980 begann die damalige Schülerin Anna Elisabeth Rosmus ihre Recherchen zur NS-Zeit in Passau und konnte erst nach drei Jahren Rechtsstreit Einsicht in Moosbauers Personalakten nehmen. Die Verfilmung ihrer Geschichte unter dem Titel Das schreckliche Mädchen durch Michael Verhoeven wurde 1991 für den Oscar nominiert.